# Atimie
Atimie oder Atimia (griechisch ἀτιμία atimía, deutsch ‚Ehrlosigkeit‘) bezeichnet den Verlust der politischen Bürgerrechte im antiken Griechenland.
Während in archaischer Zeit der Begriff eine vollständige Entrechtung (im Sinne einer „Vogelfreiheit“) bedeutete, sodass ein atimos (ein durch Atimie Geächteter) straflos getötet werden konnte, wurde vermutlich schon in vorklassischer Zeit, spätestens aber im 5. Jahrhundert v. Chr. die Bedeutung des Begriffs vielerorts auf den Verlust der Bürgerrechte reduziert. Die Atimie konnte zudem vollständig oder teilweise verhängt werden. Sie konnte von einem Gericht auf Dauer ausgesprochen werden oder automatisch als Folge der Nichtzahlung einer Schuld gegenüber dem Staat eintreten (etwa einer Geldstrafe, wobei die Höhe einer Geldstrafe die des ganzen Vermögens übersteigen konnte); mit Zahlung der Schuld endete dann automatisch auch die Atimie. Im Rahmen von Staseis war sie ein gängiges Instrument, um politische Gegner in die Verbannung zu zwingen. Wenn die mit der Atimie verbundenen Verbote übertreten wurden, drohte Verhaftung (apagoge) und Todesstrafe. Nach einem Solon zugeschriebenen Gesetz war auch ein Athener Bürger, der sich prostituiert hatte, ἄτιμος.
Wer in Athen für atimos erklärt wurde, konnte am öffentlichen Leben nicht teilnehmen und durfte an bestimmten öffentlichen Orten, etwa in der Volksversammlung oder vor Gericht nicht erscheinen. Er behielt aber oft seine privaten Rechte: Ihn zu töten war ein Mord; er behielt auch sein Vermögen, wenn auch die fehlende Möglichkeit eine Klage zu erheben die Verteidigung dieser Rechte erheblich erschwerte. Manchen schien ein Leben mit diesen Einschränkungen so unerträglich, dass sie freiwillig ins Asyl gingen. Für Ärmere, die nicht arbeiten konnten, bedeutete der Verlust der Möglichkeit, durch die Teilnahme an der Volksversammlung oder als Heliast (Richter am Volksgericht) ein bescheidenes Einkommen zu erzielen, eine wesentliche Einschränkung. Zugleich gibt es bis in den Hellenismus hinein Beispiele dafür, dass auch die ursprüngliche Bedeutung im Sinne von „Vogelfreiheit“ in bestimmten Kontexten gebräuchlich blieb, etwa in Zusammenhang mit dem Vorwurf der Tyrannis. In solchen Fällen konnten auch Nichtbürger mit der Atimie belegt werden.
Bekannte Beispiele für der Atimie verfallene Personen sind Kimon, Demades, Xenokleides und Andokides.

## Einzelbelege
1. ↑  Aischines: Gegen Timarchos 1.13-21; Demosthenes: Gegen Androtion 22, 30.